# Koritsánszky Ottó
Koritsánszky Ottó (Kölesd, 1882. március 15. – Nagyszékely, 1952. november 26.) magyar gyógyszerész, szakíró, lapszerkesztő. 

## Életpályája
Középiskolai tanulmányait a bonyhádi evangélikus gimnáziumban végezte. Pályájának kezdetén gyógyszerészgyakornok volt édesapjának, Koritsánszky Dénes Tolna vármegyei Kölesden működő „Isteni Gondviselés” gyógyszertárában. A Budapesti Egyetemen 1903-ban szerzett gyógyszerészi oklevelet. Ezután a soproni „Oroszlán” patikában dolgozott. 6 éven át külföldi gyógyszergyárakban működött, és a párizsi és a genfi egyetemen is tanult. Hazatérése után 1908-ban a Gyógyszerész Hetilap helyettes szerkesztője volt. Részt vett a Galilei Kör tevékenységében. Az első világháború idején Veszprémben szolgált, ahol hadi kórházak felállításában vett részt. 1919-ben, a Magyarországi Tanácsköztársaság idején a gyógyszerellátás szervezésével foglalkozott. 1921-től a Magyarországi Gyógyszerész Egyesület titkára, majd igazgatója volt. Felelős szerkesztője a Gyógyszerészi Hetilapnak és az évente megjelenő Gyógyszerészi Évkönyvnek. Az 1930-as évek elejétől (1930-tól vagy 1931-től) a Nemzetközi Gyógyszerész Szövetség egyik alelnöke volt. 1936-tól felelős szerkesztője a Gyógyszerészi Közlönynek. Szintén ettől az évtől a Bonyhádi Öregdiákok Szövetségének alapító elnöke lett, a szervezet 1946-os kényszerfeloszlatása után is jelentős szerepet vállalt az egykori bonyhádi diákok összefogásában. 1941-ben átvette a budapesti „Arany Kalász” gyógyszertár vezetését. Évtizedekig szerkesztette a Gyógyszerészi Zsebnaptárakat. Szépirodalmi műveket is írt. 1946-tól visszavonultan élt Kölesden.

## Emlékezete
- A kölesdi gyógyszertárban 1983-ban márvány emléktáblát helyeztek el az emlékére.
- Emlékére alapították a Koritsánszky Ottó-emlékérmet.[3]
- A Dél-Dunántúl neves gyógyszerészei című, 2014-ben megjelent enciklopédikus kötetben bemutatják életét és munkásságát.[4]

## Főbb művei
- Régi magyar gyógyszertárak. Gy. Hetilap, 1907. 18-226.
- Természettud. felvilágosítás és a gyógyszerészek. Bp. 1911.
- A magyar gyógyszerészet a proletárdiktatúra és a politikai átalakulások idején (Bp., 1919)
- Észt- és Finnország gyógyszerészete (Bp., 1926)
- Kirándulás az észak-keleti fajrokonainkhoz. Bp. 1926.